# 梅里希爾鎮區 (北卡羅萊納州伯蒂縣)
梅里希爾鎮區（英語：Merry Hill Township）是位於美國北卡羅萊納州伯蒂縣的一個鎮區。

## 地方資料
梅里希爾鎮區的面積為183.11平方千米，皆為陸地。根據2020年美國人口普查的數據，當地共有人口588人，而人口密度為每平方千米3.21人。